# مارسيلو فرنانديز
مارسيلو فرنانديز (بالإسبانية: Marcelo Fernández)‏ هو مجدف أرجنتيني، ولد في 13 فبراير 1967.

## وصلات خارجية
- مارسيلو فرنانديز على موقع الاتحاد الدولي للتجديف (الإنجليزية)
- مارسيلو فرنانديز على موقع اللجنة الأولمبية الدولية (الإنجليزية)
- مارسيلو فرنانديز على موقع أوليمبيديا (الإنجليزية)